# Louis Jacques Thénard
Louis Jacques Thénard, francoski kemik, * 4. maj 1777, Louptire pri Nogentu-sur-Seine, Aube, Francija, † 21. junij 1857, Pariz.